# 楚雄市
楚雄市（そゆう-し）は、中華人民共和国雲南省楚雄イ族自治州に位置する県級市。

## 行政区画
下部に12鎮、3郷を管轄する。
- 鎮
  - 鹿城鎮、東瓜鎮、呂合鎮、紫渓鎮、東華鎮、子午鎮、蒼嶺鎮、三街鎮、八角鎮、中山鎮、新村鎮、西舎路鎮
- 郷
  - 樹苴郷、大過口郷、大地基郷

## 交通

### 鉄道
- 中国国家鉄路集団
  - 楚大線（中国語版）

（大理方面）- 楚雄駅 -（昆明方面）

### 道路
- 高速道路
  - 杭瑞高速道路
  - S36 楚広高速道路
- 国道
  - G320国道

## 施設
- 楚雄文廟